# Matthias Prinz
Pour les articles homonymes, voir Prinz.
 (janvier 2015).
Matthias Prinz (1956) est un avocat allemand de grande notoriété dans le domaine du droit de la protection de la réputation et du droit au respect de la vie privée, du droit de la presse et des médias (diffamation, injure, atteinte à la présomption d'innocence, etc.), du divertissement et du droit du sport. Il a représenté de grandes sociétés, y compris SAP, Audi, Volkswagen, T-Mobile, Deutsche Bank, ainsi que des personnalités éminentes, comme la famille royale suédoise, la Princesse Caroline de Hanovre, Le Sultan de Brunei, le Prince Albert de Monaco, Helmut Newton, David Beckham, Don Johnson ou encore Karl Lagerfeld,,,,,,,.
Matthias Prinz est marié avec Alexandra von Rehlingen et il a deux fils et deux filles.

## Biographie
Matthias Prinz est titulaire d'un master en droit (LL.M.) de l’université de Harvard, New York (Harvard Law School) obtenu en 1983 et d'un doctorat de l’université de Hambourg obtenu en 1985. Titulaire du Barreau de New York depuis 1984 il a rejoint en 1985 le Barreau de Hambourg en Allemagne où il a fondé le Cabinet d'avocats Prinz Neidhardt Engelschall.
À partir de 1992, Matthias Prinz a commencé à représenter la Princesse Caroline de Monaco dans des procédures introduites contre les paparazzi qui poursuivaient ses jeunes enfants et contre une invasion continue de leur vie privée par les médias européens. Matthias Prinz et la Princesse ont ensuite commencé une série de poursuites contre les différents médias européens et maisons d’éditions. Ces affaires ont produit un nombre de précédents des plus hautes instances tant allemandes qu'européennes au cours des vingt dernières années,,,,,.
En 1998, Matthias Prinz a représenté le Sultan de Brunei dans la préparation de sa visite officielle en Allemagne. Comme l’a justement mentionné un journal allemand, Matthias Prinz était alors le premier avocat allemand jamais consulté par un chef d'État étranger à titre de conseil dans le cadre officiel d'une visite officielle.
Matthias Prinz a également représenté de prestigieux athlètes allemands, tels que Boris Becker, des équipes de football de la ligue nationale de l’Allemagne, tout comme leurs entraîneurs et leurs joueurs, ainsi que l'équipe de cyclisme de T-mobile et l'équipe allemande de saut d'obstacles national. À titre d'illustration, à la demande du meilleur gardien de but de son temps, Oliver Kahn, Matthias Prinz a poursuivi judiciairement la société EA Sports, fabricante du jeu de football FIFA 2002 informatique, pour avoir utilisé, sans aucune autorisation, le nom et la personnalité de son Client.
Depuis 2003, Matthias Prinz représente la famille royale suédoise contre l'invasion des articles attentatoires au respect de la vie privée et encore diffamatoires dans les médias allemands. En utilisant des précédentes ordonnances de la Cour, Matthias Prinz a obtenu des décisions ordonnant des publications judiciaires à l'encontre de 23 magazines allemands. Ces magazines ont ainsi été contraint de publier des droits de réponse, des rétractations ou des excuses sur leurs pages de couverture. Ces décisions étaient assorties d'astreintes, outre des sévères condamnations à des dommages et intérêts ou des injonctions. La Cour d'Appel de Hambourg a condamné une société éditrice à payer à la Princesse Madeleine de Suède la somme de 400.000 €. L’appel de la société éditrice a été rejeté en 2010. Cette somme de dommages et intérêts est aujourd’hui considérée par les médias allemands comme la plus haute somme jamais allouée par un Tribunal en matière de diffamation et violation du droit au respect de la vie privée en droit allemand,,,,.
Matthias Prinz conseille aujourd'hui des institutions financières et de nombreuses entreprises internationales ainsi que d'importants dirigeants de l'économie internationale, tels que Ferdinand Piëch, le président du conseil de surveillance de Volkswagen et de MAN SE,,, Klaus Kleinfeld, le PDG d'Alcoa et Ron Sommer (de), membre du conseil de surveillance de Munich Re et membre du Board of Directors de Tata Consultancy Services et Paul Achleitner, membre du conseil de surveillance de Deutsche Bank.
Matthias Prinz a écrit de nombreux articles en le droit de la presse allemand mais aussi en droit de l'informatique et des libertés et particulièrement à propos de la collecte et la gestion des données personnelles, les relations publiques du contentieux et les stratégies médiatiques. Il est le coauteur de Medienrecht (Prinz / Peters), l’ouvrage de référence en droit de la presse allemand.
Matthias Prinz est professeur de droit à la Freie Universität Berlin depuis 1996 où il enseigne le droit des médias, la protection de la vie privée et la lutte contre les atteintes à l'honneur et à la réputation.

## Référence
1. ↑  (de) « Home - prinzlaw.com DE », sur prinz-lawyers.com (consulté le 31 octobre 2021).
2. ↑  (en) « The German Times - », sur The German Times (consulté le 2 août 2020).
3. ↑  (de) « Matthias Prinz », sur Speakers Academy International (consulté le 2 août 2020).
4. ↑  (en) « Prinz Rechtsanwälte > Hamburg > Germany / The Legal 500 law firm profiles », sur legal500.com (consulté le 31 octobre 2021).
5. ↑  Stephen M. Silverman, « Don Johnson to Sue German Officials », sur people.com, 21 août 2003 (consulté le 2 août 2020).
6. ↑  « German Intelligence Reportedly Seeks To Suppress Book By Former Insider », sur cryptome.org (consulté le 31 octobre 2021).
7. ↑  « Swiss ambassador sacked over 'affair with model' », sur The Daily Telegraph (consulté le 2 août 2020).
8. ↑  Reuters, « Germans Cut Altman Movie », San Francisco Chronicle,‎ 22 mars 1995 (lire en ligne, consulté le 2 août 2020).
9. ↑  (en) GERALDINE NORMAN, « WHAT'S NEW PUSENKOFF? », The Independent,‎ 29 juillet 1995 (lire en ligne, consulté le 2 août 2020).
10. ↑  « Http : //www.rainer-d.eu/HPS/Hlsagermany/anme.html », sur rainer-d.eu (consulté le 31 octobre 2021).
11. ↑  (de) « Home - prinzlaw.com DE », sur prinzlaw.com (consulté le 31 octobre 2021).
12. ↑  « gettyimages.de/detail/nachrich… »(Archive.org • Wikiwix • Archive.is • Google • Que faire ?).
13. ↑  « Princess wins landmark privacy ruling », sur the Guardian, 24 juin 2004 (consulté le 2 août 2020).
14. ↑  (en) « Bundesverfassungsgericht - Decisions - Publication of photographs from the daily and private life of celebrities : Scope of protection covered by the general right of personality, criterion of spatial seclusion – Protection of personality is strengthened by Art. 6 of the Basic Law in favour of special relations between parents and children », sur bundesverfassungsgericht.de, Bundesverfassungsgericht, 15 décembre 1999 (consulté le 31 octobre 2021).
15. ↑  « BBC NEWS / Europe / Princess wins tabloid privacy war », sur news.bbc.co.uk (consulté le 31 octobre 2021).
16. ↑  Doreen Carvajal, « For the Famous, 'Privacy' Even in Plain Sight », The New York Times,‎ 10 octobre 2004 (lire en ligne, consulté le 2 août 2020).
17. ↑  Duncan Lamont, « Is this the end of the paparazzi? », sur guardian.co.uk, The Guardian, 27 juin 2004 (consulté le 2 août 2020).
18. ↑  BILD Zeitung of March 31st, 1998.
19. ↑  (de) « ZEIT ONLINE / Lesen Sie zeit.de mit Werbung oder im PUR-Abo. Sie haben die Wahl. », sur zeit.de (consulté le 31 octobre 2021).
20. ↑  « Im Winter des Wandels », sur Der Tagesspiegel (consulté le 2 août 2020).
21. ↑  (de) « Equi-News.de / Streit zwischen Ahlmann und der FN eskaliert », sur equi-news.de (consulté le 31 octobre 2021).
22. ↑  « Newsfox - Powered by Pressetext », sur newsfox.com (consulté le 31 octobre 2021).
23. ↑  (en) « Lather of lies drives royals to sue magazine group », The Sydney Morning Herald,‎ 18 décembre 2004 (lire en ligne, consulté le 2 août 2020).
24. ↑  « Princess Madeleine hits jackpot in court », sur News Summary R O Y A L B L O G. N L (consulté le 2 août 2020).
25. ↑  « Royal News Norwegian Roal Family To Sue Media », sur femalefirst.co.uk (consulté le 2 août 2020).
26. ↑  http://www.thelocal.de/society/20090731-20941.html
27. ↑  (en) « The Swedish Royal Family vs. the German Tabloids : 2003-2004 - The Royal Forums », sur theroyalforums.com (consulté le 31 octobre 2021).
28. ↑  (de) « Volkswagen Chairman Ferdinand Piech and his lawyer Matthias Prinz... », sur Getty Images (consulté le 2 août 2020).
29. ↑  « Bloomberg - Are you a robot? », sur bloomberg.com (consulté le 31 octobre 2021).
30. ↑  (de) « Volkswagen Chairman Ferdinand Piech arrives with his lawyer Matthias... », sur Getty Images (consulté le 2 août 2020).
31. ↑  http://www.prinzlaw.com; http://www.allbookstores.com/Matthias-Prinz/author; http://www.paperbackswap.com/Medienrecht-Die-Zivilrechtlichen-Matthias-Prinz/book/3406448534/;
32. ↑  « Institute for Media and Communication Studies », sur berlin.de (consulté le 2 août 2020).